# Lusse
Lusse är en kommun i departementet Vosges i regionen Grand Est (tidigare regionen Lorraine) i nordöstra Frankrike. Kommunen ligger i kantonen Provenchères-sur-Fave som tillhör arrondissementet Saint-Dié-des-Vosges. År 2022 hade Lusse 361 invånare.

## Befolkningsutveckling
Antalet invånare i kommunen Lusse
| Referens: INSEE |